# Del Castilho
Del Castilho é um bairro da Zona Norte do município do Rio de Janeiro. Faz limites com os bairros de Cachambi, Higienópolis, Inhaúma e Maria da Graça. Seu IDH no ano 2000 era de 0,860, o 42º melhor do município do Rio de Janeiro, tendo sido calculado junto com o bairro Maria da Graça.

## História
A área territorial do atual bairro de Del Castilho integrava a Freguesia de Inhaúma: chamada Fazenda do Capão do Bispo, era um dos mais importantes latifúndios da região, porque disseminava as mudas de café para o interior do país. Cortada pela Estrada Real de Santa Cruz, no trecho da atual Avenida Dom Helder Câmara, no fim do século XVIII, a propriedade pertencia a Dom José Joaquim Castelo Branco, primeiro bispo natural do Rio de Janeiro. A sede da fazenda é tombada pelo patrimônio estadual.
A origem do nome do bairro é incerta. Há quem afirme ser proveniente de um espanhol, chamado Henrique de Castela. E há quem atribua o batismo ao político e engenheiro Paulo de Frontin, que teria homenageado Manoel Maria Del Castilho, amigo e um dos engenheiros responsáveis pela construção da Estrada de Ferro Melhoramentos do Brasil. A estrada, construída em 1898, tornou-se linha auxiliar da Central do Brasil, e em sua homenagem foi dado o nome de Del Castilho a uma das estações e ao bairro onde está localizada.
1. 1 2  Tabela 1172 - Índice de Desenvolvimento Humano Municipal (IDH), por ordem de IDH, segundo os bairros ou grupo de bairros - 2000
2. ↑  Dados
3. ↑  Data Rio  — Limite de Bairros Consultado em 28 de janeiro de 2021.
4. ↑  Data Rio  — Bairros Cariocas Consultado em 28 de Janeiro de 2021.
5. ↑  «Dicionário de verbetes AGCRJ » DEL CASTILLO, Manoel Maria». expagcrj.rio.rj.gov.br. Consultado em 23 de janeiro de 2024

Nos anos 1940, no governo do presidente Eurico Gaspar Dutra, foram construídos diversos conjuntos habitacionais na área.
Os moradores desse bairro de classe média concentram compras e lazer no shopping que, desde 1995, ocupa as instalações de uma extinta fábrica: a Companhia Nacional de Tecidos Nova América, da qual conservou o conjunto arquitetônico.
De capital inglês, funcionou entre 1924 e 1991, esta fábrica, de capital inglês, muito contribuiu para a formação deste bairro, possuindo até hoje entre seus moradores (também dos bairros vizinhos), descendentes de imigrantes britânicos (ingleses principalmente) e de outros países europeus, os quais concentraram-se no chamado Bairro dos Ingleses. 

## Estrutura
Em geral, toda a atividade de lazer, cultura, gastronomia e esporte do bairro estão concentradas no Shopping Nova América, sendo o resto do bairro estritamente residencial, com poucos espaços dedicados à essas atividades.

### Transporte

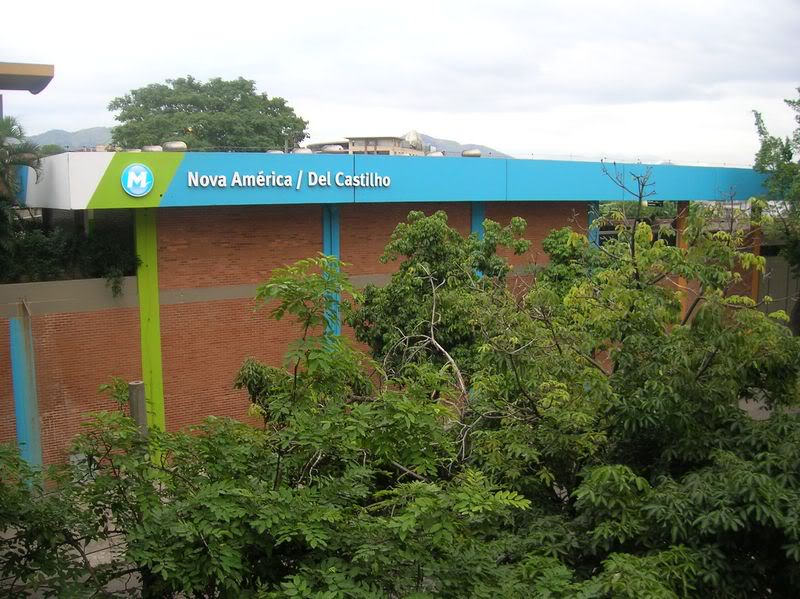
Estação Del Castilho

É servido pela Linha 2 do Metrô do Rio de Janeiro, que está interligada ao Shopping Nova América , que ocupou o lugar da tradicional fábrica de tecidos Nova América. 
Da Estação Del Castilho, é possível fazer integração com a UFRJ - Universidade Federal do Rio de Janeiro (Campus da Ilha do Fundão), com o bairro de Curicica e com o terminal de ônibus Alvorada, na Barra da Tijuca. 
Possui também uma estação de trem do Ramal de Belford Roxo, operada pela Supervia e ligando o bairro à Baixada Fluminense.
O bairro é cortado pelas Avenidas Martin Luther King Júnior e Dom Hélder Câmara, além da Linha Amarela e Estrada Adhemar Bebiano (Antiga Estrada Velha da Pavuna).
Também possui vasta configuração de linhas de ônibus que cortam seu bairro, sendo possível deslocar-se até o mesmo sem muitas dificuldades a qualquer hora, sendo atualmente um dos melhores bairros para transporte de toda a zona norte carioca.

## Dados
O bairro de Del Castilho faz parte da região administrativa de Inhaúma. Os bairros integrantes da região administrativa são: Del Castilho, Engenho da Rainha, Higienópolis, Inhaúma, Maria da Graça e Tomás Coelho.